# Burgruine Aranäs

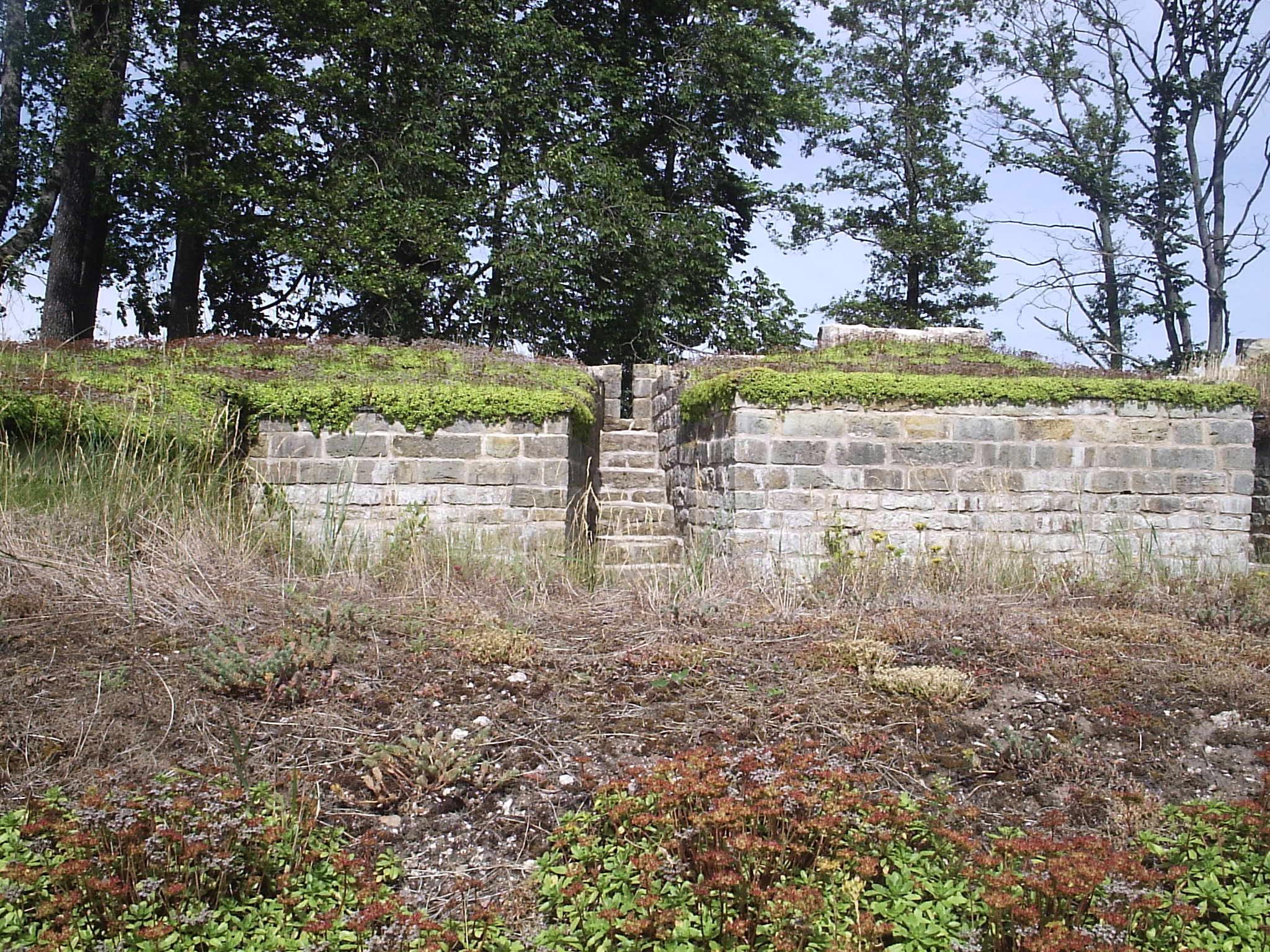
Reste der Burg Aranäs

Die Burgruine Aranäs liegt am Ufer des Vänern etwa 15 Kilometer westlich der schwedischen Stadt Mariestad.
Die Burg Aranäs wurde Ende des 13. Jahrhunderts auf einer Landzunge im Vänern errichtet. Der Reichsmarschall Tyrgils Knutsson, der auch Vormund König Birger Magnussons war, residierte in Aranäs bis 1306, als er gefangen genommen und hingerichtet wurde. Die Burg und das dazugehörige Gut gingen danach in verschiedene Hände über. Was mit der Burg geschah, ist unklar, doch berichtet Olaus Magnus in seinem Werk über die Geschichte der nordischen Völker 1555, dass bei Årnäs die Ruinen einer ehemaligen Königsburg liegen. Die Burgruine wurde danach als Steinbruch verwendet, so dass heutzutage nur mehr wenig erhalten ist. Doch geben archäologische Ausgrabungen, die zwischen 1916 und 1925 sowie 1999 und 2001 erfolgten, ein gutes Bild von der Burganlage.
Die Burg war zum Festland hin durch drei Wallgräben sowie Wälle, Ringmauern und Türme geschützt. Einer der Wallgräben trennte die Vorburg von der Hauptburg. Der steinbelegte Burghof war mehrere hundert Meter lang. Die Fundamente der Gebäude im Burghof weisen auf einen ausgedehnten Burgkomplex hin. Zahlreiche Funde lassen auch auf die Existenz eines Königspalastes schließen.
Die Burg Aranäs gehörte zu den größten schwedischen Burgen des Mittelalters.